# Clairon d’Haussonville

Wappen der Grafen Clairon d’Haussonville

Die Grafen Clairon d’Haussonville, in Frankreich auch de Cléron, Comte d’Haussonville, sind ein altes burgundisches, später auch namhaftes lothringisches Adelsgeschlecht, das sich zu Beginn des 18. Jahrhunderts nach Schlesien verbreitete und auch in preußischen Diensten zu einigem Ansehen gelangte.

## Geschichte

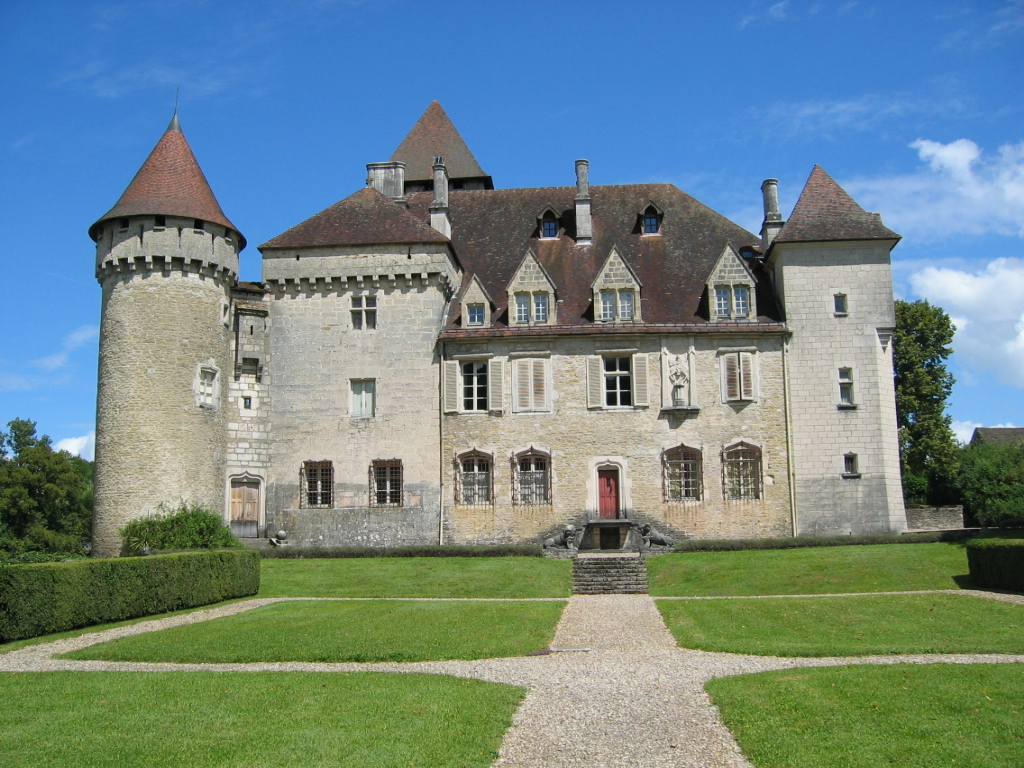
Château de Cléron (2008)

Die Stammreihe des burgundischen Uradelsgeschlechts mit namensstiftendem Stammsitz in Cléron beginnt im Jahre 1260 mit der urkundlichen Nennung des Ritters Jacques de Scey dit de Cléron († 1267). Durch Heirat am 18. November 1487 von Othenin de Cléron mit Marie de Savigny kam die Herrschaft Saffres an die Familie. Ebenfalls durch Heirat am 4. Februar 1620 von Claude de Cléron–Moisy, Baron de Saffres mit Gabrielle d’Averhoult kam die namensstiftende Baronie Haussonville im Département Meurthe-et-Moselle an das Geschlecht. Jean Ignace de Cléron, Enkel aus letztgenannter Verbindung, trat als erster der Familie als Comte d’Haussonville auf. Sein jüngerer Sohn, Albert de Cléron, comte de Marcossey (* 1703; † nach 1770) siedelte nach Schlesien über und vermählte sich mit Freiin Friederike von Kottwitz (* 1713; † nach 1770). Nachfahren nannten sich Clairon d’Haussonville. Am 7. April 1740 haben die Brüder Karl Bernhard und Johann Albrecht Bernhard, Grafen Clairon d’Haussonville das böhmische Inkolat im Herrenstand erhalten. 1789 erfolgte die preußische Anerkennung des Grafenstandes, und die Zuordnung zum Briefadel.

## Historischer Güterbesitz
Die Grafen Clairon d’Haussonville haben in Schlesien im Kreis Lüben von 1770 bis 1830 die Herrschaft Ober Gläsersdorf mit Böckey besessen. Späterhin soll auch in Westpreußen Grundbesitz vorhanden gewesen sein.

## Wappen

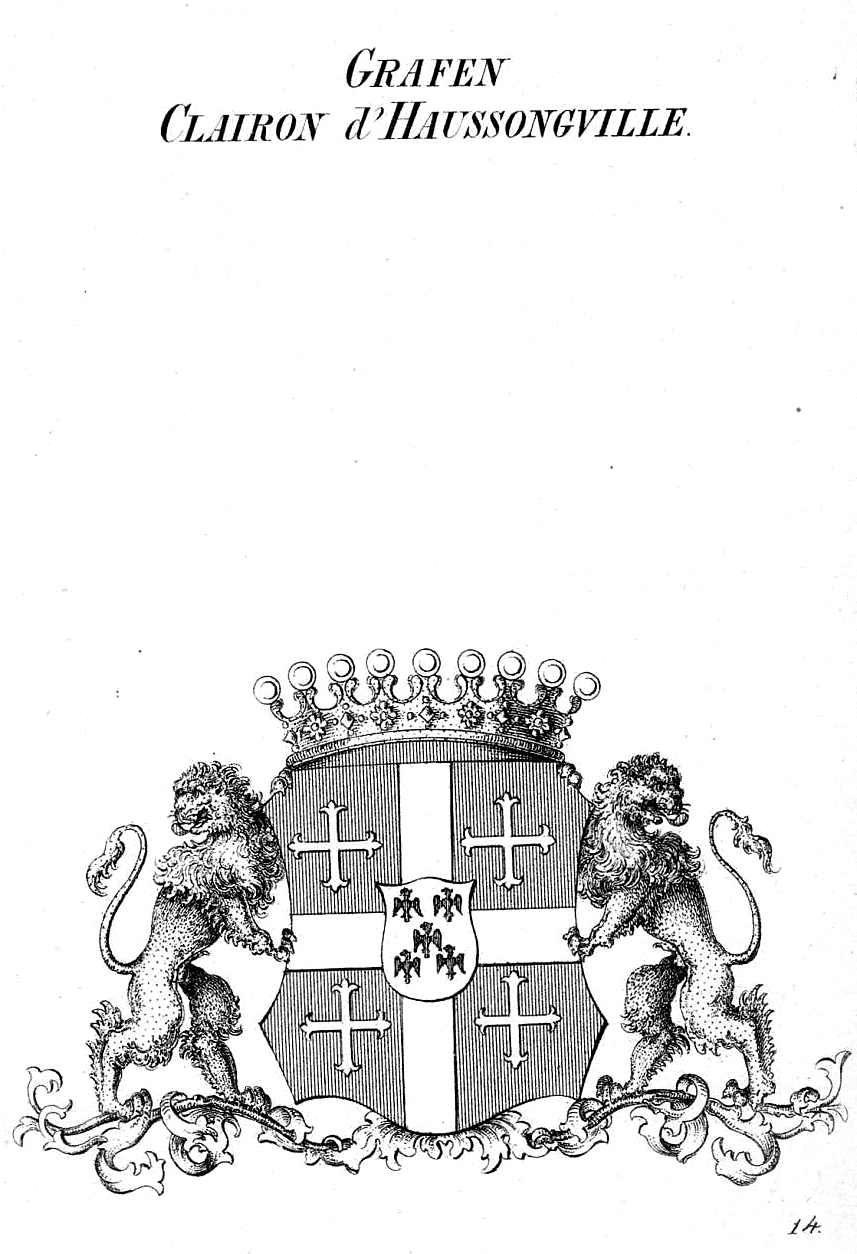
Wappen derer Grafen Clairon d’Haussonville

Das Wappen zeigt in Rot ein silbernes Kreuz, welches in jeder Ecke wieder von einem kleinen, schwebenden, silbernen Kleeblattkreuz begleitet ist. Der Herzschild zeigt in Silber (2, 1, 2) rote Lerchen ohne Füße, mit gesenkten Flügeln, bzw. rote Adler. Schildhalter: zwei widersehende goldene Löwen; Wahlspruch: Sonne haut Clairon.

## Angehörige

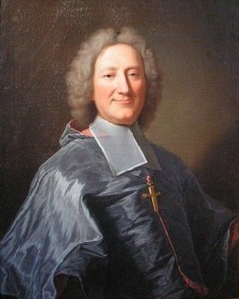
Bischof François Joseph Henri de Nettancourt-Vaubécourt d’Haussonville, Porträt von Hyacinthe Rigaud (1720)

- François Joseph Henri de Nettancourt-Vaubécourt d’Haussonville (* 1659; † 1736), 1703–1728 Bischof von Montauban
- Joseph Louis Bernard de Cléron d’Haussonville (* 1739; † 1806), Grand Louvetier de France, 1786 Ritter des Ordens vom Heiligen Geist
- Bernhard Clairon d’Haussonville (* 1795; † 1857), königlich preußischer Generalmajor
- Joseph Othenin Bernard de Cléron d’Haussonville (* 1809; † 1884), französischer Politiker und Historiker
- Karl Friedrich Bernhard Maximilian Clairon d’Haussonville (* 1836; † 1899), deutscher Verwaltungsjurist
- Gustav Clairon d’Haussonville (* 1840), königlich preußischer Leutnant und fürstlich reußischer Flügel-Adjutant
- Paul-Gabriel Othenin de Cléron d’Haussonville (* 1843; † 1924) französischer Politiker, Anwalt, Schriftsteller und Historiker
- Arthur Clairon d’Haussonville (* 1866; † 1913), deutscher Verwaltungsbeamter und Parlamentarier
- Max Clairon d’Haussonville (* 1869; † 1923), zweimal Landrat in Landsberg a. d. Warthe, Ehrenritter des Johanniterordens